# Municipio de Haring
El municipio de Haring (en inglés: Haring Township) es un municipio ubicado en el condado de Wexford en el estado estadounidense de Míchigan. En el año 2010 tenía una población de 3173 habitantes y una densidad poblacional de 37,38 personas por km².

## Geografía
El municipio de Haring se encuentra ubicado en las coordenadas 44°17′58″N 85°23′59″O / 44.29944, -85.39972. Según la Oficina del Censo de los Estados Unidos, el municipio tiene una superficie total de 84.89 km², de la cual 83.8 km² corresponden a tierra firme y (1.28%) 1.09 km² es agua.

## Demografía
Según el censo de 2010, había 3173 personas residiendo en el municipio de Haring. La densidad de población era de 37,38 hab./km². De los 3173 habitantes, el municipio de Haring estaba compuesto por el 97.1% blancos, el 0.28% eran afroamericanos, el 0.57% eran amerindios, el 0.32% eran asiáticos, el 0.06% eran isleños del Pacífico, el 0.32% eran de otras razas y el 1.36% pertenecían a dos o más razas. Del total de la población el 1.92% eran hispanos o latinos de cualquier raza.